# Giuseppe Ferdinando Leopoldo di Baviera
Giuseppe Ferdinando Leopoldo di Baviera (Vienna, 28 ottobre 1692 – Bruxelles, 6 febbraio 1699) era il terzo figlio del principe elettore Massimiliano II Emanuele di Baviera e della sua prima moglie, Maria Antonia d'Austria, figlia dell'imperatore Leopoldo I, il cui nonno materno era il re Filippo IV di Spagna.

## Biografia

### I primi anni e la famiglia

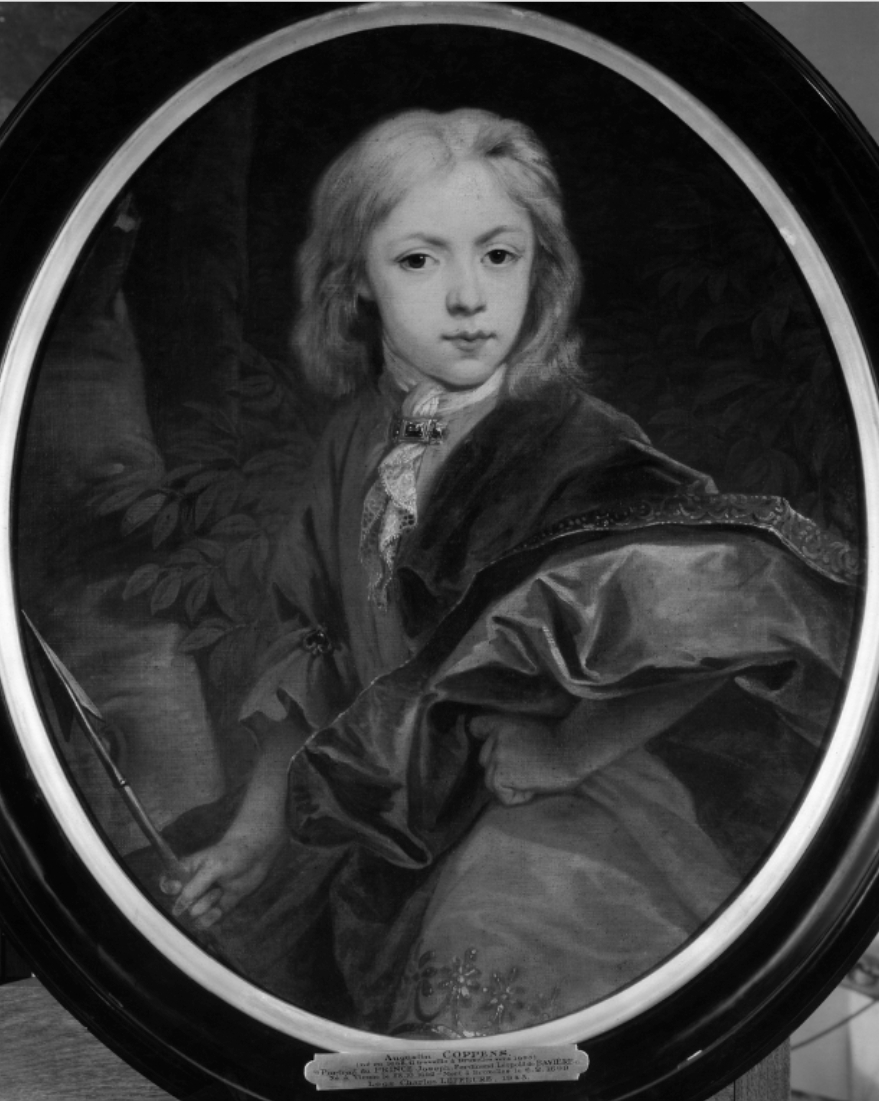
Il piccolo principe Giuseppe Ferdinando di Baviera in un ritratto di Augustin Coppens.

Il principe Giuseppe Ferdinando nacque a Vienna il 28 ottobre 1692, figlio del duca Massimiliano II Emanuele di Baviera e dell'arciduchessa Maria Antonia, figlia dell'imperatore Leopoldo I. Giuseppe Ferdinando era frutto di una tradizione di matrimoni endogamici molto spiccata fra gli Asburgo: la madre, Maria Antonia, era figlia di Leopoldo I e della nipote Margherita Teresa di Spagna (figlia della sorella di Leopoldo, Maria Anna d'Austria, e di Filippo IV). A sua volta, la bisnonna Maria Anna era allo stesso tempo moglie e nipote di Filippo IV, essendo figlia della sorella di lui, Maria Anna di Spagna, e dell'imperatore Ferdinando III (gli stessi erano anche i genitori di Leopoldo I, così che Maria Anna di Spagna era allo stesso tempo zia, suocera e nonna di Margherita). Sua madre morì poco dopo la sua nascita ed egli venne allevato da suo nonno l'imperatore, dal momento che suo padre era in servizio a Bruxelles come governatore dei Paesi Bassi spagnoli dal marzo del 1692. Il 2 maggio 1693 Giuseppe Ferdinando, lasciò Vienna alla volta di Monaco di Baviera dove giunse un mese dopo.

### Erede di Carlo II di Spagna

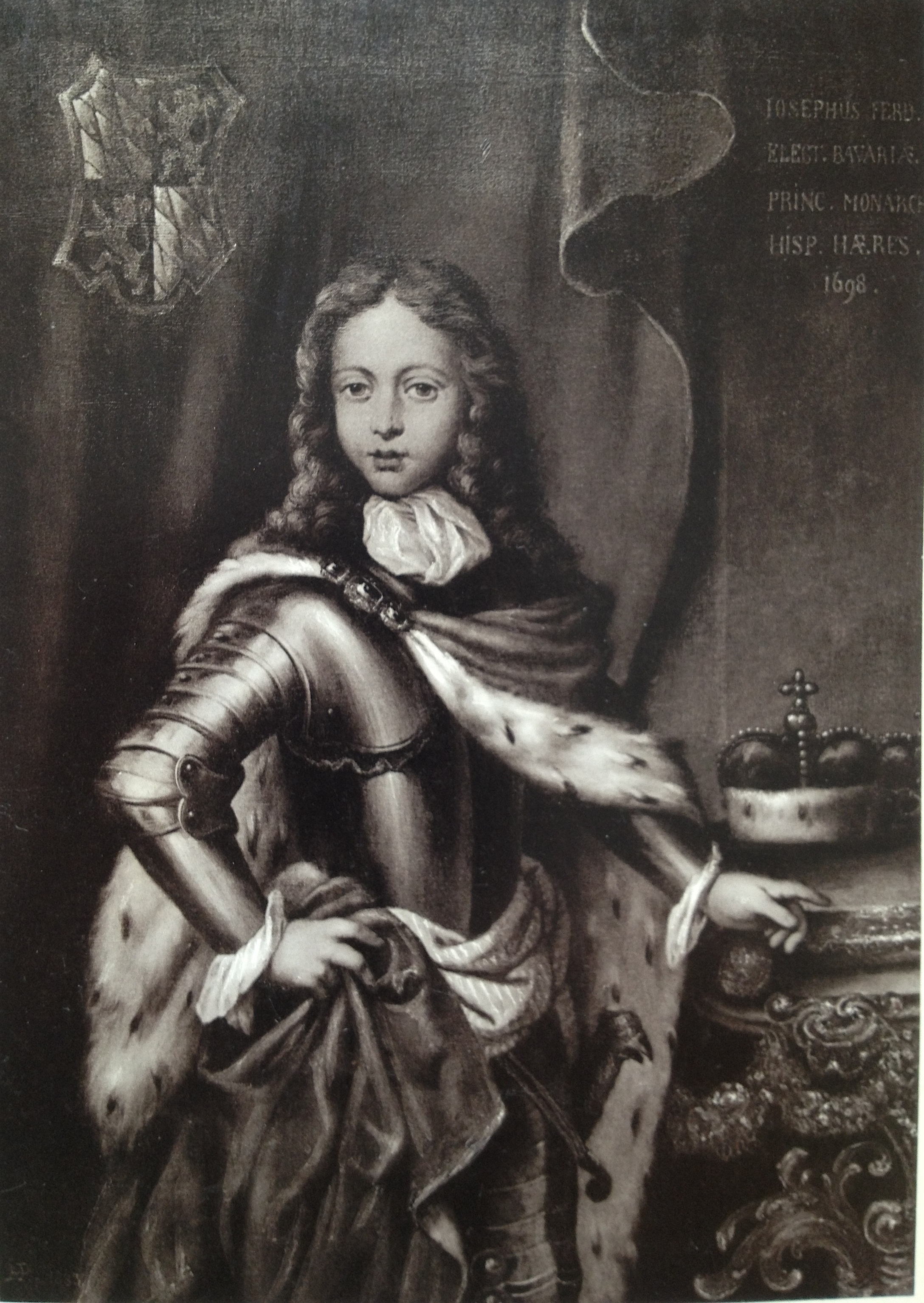
Giuseppe Ferdinando di Baviera, erede al trono spagnolo, in un ritratto anonimo della fine del XVII secolo

Appariva ormai chiaro che il re di Spagna, Carlo II, sarebbe morto senza eredi. Prima dello scoppio della guerra di successione spagnola, Giuseppe Ferdinando era il candidato favorito di Inghilterra e Repubblica delle Sette Province Unite a succedergli, e lo stesso Carlo II lo scelse come suo erede.
La madre di Carlo II, Marianna d'Austria, aveva a suo tempo supportato la candidatura di Massimiliano Emanuele, elettore di Baviera, marito di sua nipote Maria Antonia, e ugualmente supportò poi quella di Giuseppe Ferdinando (che discendeva dal primo re spagnolo asburgico Filippo I di Castiglia per trentun volte). Le pretese bavaresi trovarono il sostegno di quei nobili che si erano dimostrati ostili nei confronti di Maria Anna di Neuburg, seconda moglie di Carlo II. Sul letto di morte, Leopoldo I costrinse sua figlia, Maria Antonia (madre dell'elettore) a rinunciare ai propri diritti di modo da limitare i poteri del piccolo principe.
Fu da quel momento che iniziò de facto una guerra tra le due Marianne, la regina madre e la consorte. Il periodo tra il 1693 ed il 1696 (l'anno della morte della regina madre) furono anni di costanti tensioni politiche ed intrighi. Attorno alla regina consorte si era infatti formata una squadra molto coesa. Secondo dei pettegolezzi circolati a corte, vi era un complotto per portare il principe Giuseppe Ferdinando a Madrid per poter essere definitivamente sul trono spagnolo con la reggenza della regina madre e dei suoi principali sostenitori.
Marianna d'Austria morì il 16 maggio 1696. Il suo trionfo si compì postumo e cioè quando il figlio Carlo II siglò il proprio testamento nel settembre del 1696 designando Giuseppe Ferdinando di Baviera quale suo erede. Nel consiglio di stato tenutosi il 13 giugno 1696, una posizione di perfetta mediazione tra i candidati francesi e quelli imperiali proposti per la successione. Tale testamento venne fortemente supportato dal cardinale Portocarrero che durante tutto il regno di Carlo II ebbe un potere straordinario in Spagna, il quale si progettava sarebbe stato il tutore della reggenza per il futuro sovrano durante la sua minore età.
La strenua difesa del suo candidato fece sì che il cardinale Portocarrero riuscisse a prevenire che il re siglasse un nuovo testamento soccombendo alle richieste di sua moglie, asserendo che lo stesso papa Innocenzo XII si era schierato a favore di questa proposta di successione (fatto non comprovato in quel frangente, ma che sicuramente corrispondeva a realtà data la politica adottata in quegli anni dal pontefice).
Nel testamento il re affermava:
Marianna di Neuburg reagì alla notizia di questo testamento inviando delle truppe tedesche verso Toledo e verso Madrid, mentre suo cugino, il langravio Giorgio d'Assia-Darmstadt si preparava a lasciare Barcellona con le sue truppe. L'ambasciatore francese a Madrid, Henri, duca d'Harcourt, si incontrò con 6000 soldati giunti a Madrid e pronti ad intervenire.
Massimiliano Emanuele di Baviera propose che il figlio gli venisse portato a Bruxelles con l'intenzione che gli Stati Generali delle Fiandre potessero giurare fedeltà verso di lui già all'indomani morte di Carlo II. Giuseppe Ferdinando giunse pertanto nella capitale fiamminga il 23 maggio 1698. Nel frattempo, Luigi XIV si accordò a Le Hague con le potenze marittime per una distribuzione equa dei territori facenti parte del regno di Carlo II: il trattato venne siglato con l'Inghilterra l'8 settembre e con le Province Unite l'11 ottobre. Venne stabilito che i regni peninsulari, con l'eccezione di Gipuzkoa, oltre alle Indie, sarebbero andati a Giuseppe Ferdinando (sez. 5), l'arciduca Carlo avrebbe ricevuto il milanese (art. 6), mentre Luigi, il Gran Delfino avrebbe ottenuto i regno di Napoli e Sicilia, oltre allo Stato dei Presidi ed al Marchesato di Finale.

### L'inaspettata morte
Giuseppe Ferdinando morì improvvisamente a soli 6 anni, per il vaiolo, vomitando a lungo e con frequenti perdite di coscienza. Si diffuse la voce di un suo possibile avvelenamento, ma nulla di ciò è stato provato. Venne sepolto a Bruxelles.
L'inaspettata morte del giovane invalidò il patto anglo-francese e portò a un nuovo accordo di spartizione (1700) tra Francia, Inghilterra e Olanda: in esso, a Filippo d'Angiò andavano il Regno di Napoli, il Regno di Sicilia e il Ducato di Milano, mentre il resto dei possedimenti spagnoli andava a Carlo d'Asburgo, figlio di Leopoldo I. Ma l'imperatore non ratificò questo trattato, e Luigi XIV di Francia lo disattese, insediando, alla morte di Carlo II, il nipote Filippo sul trono di Spagna.

## Ascendenza
|                                         |                                        |                                       | Genitori                               |  |  | Nonni |  |  | Bisnonni                  |  |  | Trisnonni              |  |
|                                         |                                        |                                       |                                        |  |  |       |  |  | Massimiliano I di Baviera |  |  | Guglielmo V di Baviera |  |
|                                         |                                        |                                       |                                        |  |  |       |  |  | Massimiliano I di Baviera |  |  | Guglielmo V di Baviera |  |
|                                         |                                        | Renata di Lorena                      |                                        |  |  |       |  |  | Massimiliano I di Baviera |  |  |                        |  |
| Ferdinando Maria di Baviera             |                                        |                                       |                                        |  |  |       |  |  | Massimiliano I di Baviera |  |  |                        |  |
|                                         |                                        | Maria Anna d'Austria                  | Ferdinando II del Sacro Romano Impero  |  |  |       |  |  |                           |  |  |                        |  |
|                                         |                                        | Maria Anna d'Austria                  | Ferdinando II del Sacro Romano Impero  |  |  |       |  |  |                           |  |  |                        |  |
|                                         |                                        | Maria Anna d'Austria                  | Maria Anna di Baviera                  |  |  |       |  |  |                           |  |  |                        |  |
| Massimiliano II Emanuele di Baviera     |                                        | Maria Anna d'Austria                  |                                        |  |  |       |  |  |                           |  |  |                        |  |
|                                         |                                        | Vittorio Amedeo I di Savoia           | Carlo Emanuele I di Savoia             |  |  |       |  |  |                           |  |  |                        |  |
|                                         |                                        | Vittorio Amedeo I di Savoia           | Carlo Emanuele I di Savoia             |  |  |       |  |  |                           |  |  |                        |  |
|                                         |                                        | Vittorio Amedeo I di Savoia           | Caterina Micaela di Spagna             |  |  |       |  |  |                           |  |  |                        |  |
| Enrichetta Adelaide di Savoia           |                                        | Vittorio Amedeo I di Savoia           |                                        |  |  |       |  |  |                           |  |  |                        |  |
|                                         |                                        | Cristina Maria di Francia             | Enrico IV di Francia                   |  |  |       |  |  |                           |  |  |                        |  |
|                                         |                                        | Cristina Maria di Francia             | Enrico IV di Francia                   |  |  |       |  |  |                           |  |  |                        |  |
|                                         |                                        | Cristina Maria di Francia             | Maria de' Medici                       |  |  |       |  |  |                           |  |  |                        |  |
| Giuseppe Ferdinando Leopoldo di Baviera |                                        | Cristina Maria di Francia             |                                        |  |  |       |  |  |                           |  |  |                        |  |
|                                         | Ferdinando III del Sacro Romano Impero | Ferdinando II del Sacro Romano Impero |                                        |  |  |       |  |  |                           |  |  |                        |  |
|                                         | Ferdinando III del Sacro Romano Impero | Ferdinando II del Sacro Romano Impero |                                        |  |  |       |  |  |                           |  |  |                        |  |
|                                         | Ferdinando III del Sacro Romano Impero | Maria Anna di Baviera                 |                                        |  |  |       |  |  |                           |  |  |                        |  |
| Leopoldo I del Sacro Romano Impero      | Ferdinando III del Sacro Romano Impero |                                       |                                        |  |  |       |  |  |                           |  |  |                        |  |
|                                         |                                        | Maria Anna di Spagna                  | Filippo III di Spagna                  |  |  |       |  |  |                           |  |  |                        |  |
|                                         |                                        | Maria Anna di Spagna                  | Filippo III di Spagna                  |  |  |       |  |  |                           |  |  |                        |  |
|                                         |                                        | Maria Anna di Spagna                  | Margherita d'Austria-Stiria            |  |  |       |  |  |                           |  |  |                        |  |
| Maria Antonia d'Austria                 |                                        | Maria Anna di Spagna                  |                                        |  |  |       |  |  |                           |  |  |                        |  |
|                                         |                                        | Filippo IV di Spagna                  | Filippo III di Spagna                  |  |  |       |  |  |                           |  |  |                        |  |
|                                         |                                        | Filippo IV di Spagna                  | Filippo III di Spagna                  |  |  |       |  |  |                           |  |  |                        |  |
|                                         |                                        | Filippo IV di Spagna                  | Margherita d'Austria-Stiria            |  |  |       |  |  |                           |  |  |                        |  |
| Margherita Teresa di Spagna             |                                        | Filippo IV di Spagna                  |                                        |  |  |       |  |  |                           |  |  |                        |  |
|                                         |                                        | Marianna d'Austria                    | Ferdinando III del Sacro Romano Impero |  |  |       |  |  |                           |  |  |                        |  |
|                                         |                                        | Marianna d'Austria                    | Ferdinando III del Sacro Romano Impero |  |  |       |  |  |                           |  |  |                        |  |
|                                         |                                        | Marianna d'Austria                    | Maria Anna di Spagna                   |  |  |       |  |  |                           |  |  |                        |  |
|                                         |                                        | Marianna d'Austria                    |                                        |  |  |       |  |  |                           |  |  |                        |  |